# Fiat 124
Фіат 124 (італ. Fiat 124)  — сімейство автомобілів, що випускалося італійською фірмою Fiat.

## Історія

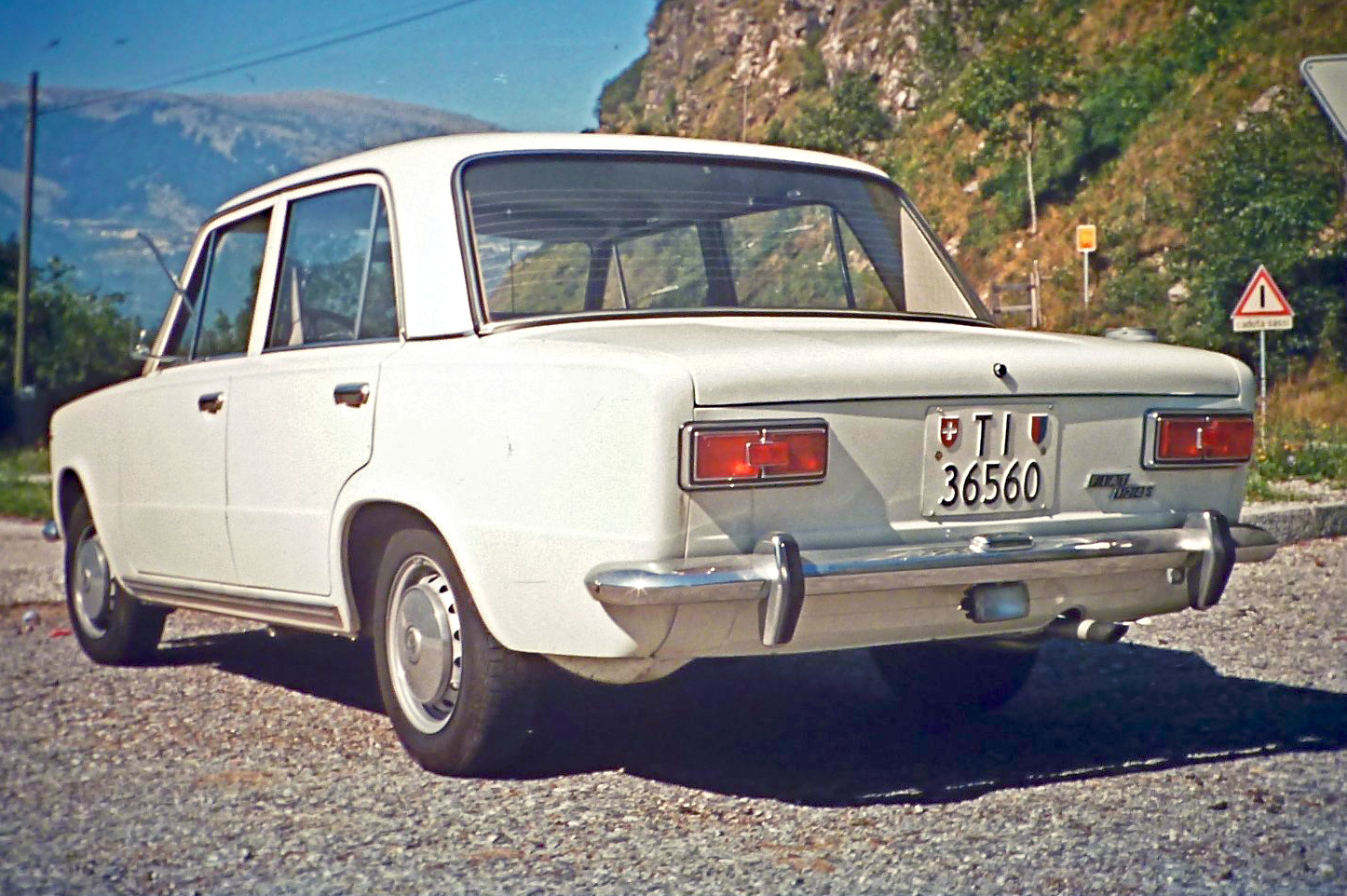
Fiat 124

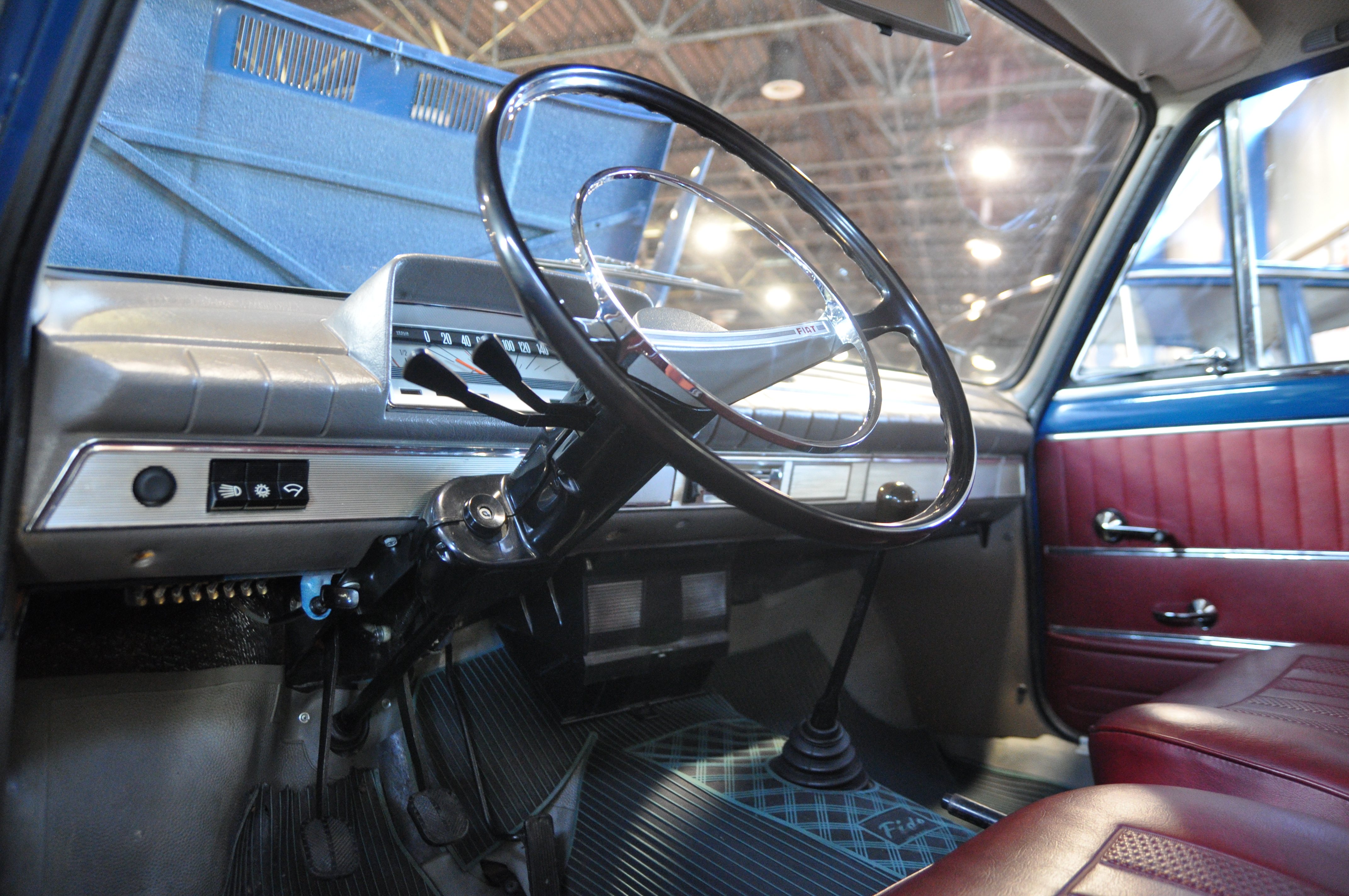

Розробка моделі «Фіат 124» проходила з другої чверті шістдесятих років, публіці перші прототипи були продемонстровані в 1964 році, а серійне виробництво почалося в 1966 році.
Це був автомобіль класичного компонування: двигун розташований спереду, а тяговими є задні колеса.
У 1966 році його показали на Паризькому автосалоні і в цьому ж році він був обраний прототипом нового радянського автомобіля ВАЗ-2101. У 1967 році Фіат 124 завоював титул — «Автомобіль року».
Вибір припав саме на цю марку і модель з декількох причин. Одна з них була пов'язана з політикою (в ті роки Радянський Союз прагнув допомогти італійській комуністичній партії)[джерело?]. Але більш вагомими були інші причини: Fiat 124 був досить консервативний конструктивно, але при цьому для середини шістдесятих цілком сучасний; був названий в Європі «Автомобілем 1966 року»
і незабаром став досить популярним у себе на батьківщині і в решті Європи; мав класичне компонування, просте і звичне радянським автомобілістам; був порівняно просторим всередині, досить недорогим і технологічним у виробництві.
Перед запуском у серію в СРСР Fiat 124 пройшов всебічні випробування в НАМІ, за результатами якої в конструкцію автомобіля італійською стороною було внесено понад 800 змін, серед найбільш серйозних з них: заміна нижньовального двигуна на верхньовальний, повністю перероблена конструкція задньої підвіски при збереженні її принципової пружинно-важільної схеми, заміна задніх дискових гальм на барабанні, збільшення кліренсу на 30 мм (до 170 мм), посилення товщини відповідальних елементів тримального кузова, включаючи лонжерони, введення в конструкцію двигуна храповика для пуску двигуна приводною ручкою, додавання буксирувальної провушини, посилений опалювач, чотири точки піддомкрачування замість двох та інші. Відповідно, підготовлений для СРСР автомобіль отримав індекс FIAT 124R (Russo), ось саме такий посилений і адаптований автомобіль і став прямим прототипом ВАЗ-2101. Крім того, для обробки салону ВАЗ-2101 використовувалися найбільш якісні імпортні матеріали, наприклад, для сидінь йшла набивка з пальмового волокна, що на європейському ринку зазвичай відповідало моделям більш високого класу.
Тим не менш, вже в ті роки в СРСР звучали окремі голоси, що висловлюють думку, що модель була вибрана не найкращим чином: вважалося, що видатним досягненням автомобільної техніки або дизайну «Фіат» не був, особливих резервів для подальшої модернізації не мав, до того ж у ті роки всі провідні світові автоконцерни почали швидкий перехід на передньоприводну схему, наприклад, FIAT випустив свою першу передньоприводну модель 128 у 1969 році. Втім, автомобіль справив вельми позитивне враження на більшість радянських експертів і простих автомобілістів, надто, що за інтегральної сукупності споживчих якостей він перевершував розроблені ще на рубежі п'ятдесятих і шістдесятих років тодішні радянські моделі того ж класу — як застарілий Москвич-408, так і продукт його неглибокої модернізації Москвич-412, а розроблені згодом радянські аналоги (див. статті Москвичі серії 3-5 і ІЖ-13) в серію так і не пішли.
Фірма-виробник мала ліберальну політику щодо ноу-хау і охоче укладала договори про співробітництво, а модель мала порівняно високі споживчі якості при досить примітивній конструкції, тому Fiat 124 прижився не тільки в СРСР. За ліцензією його (у вихідній італійській специфікації) випускала велика кількість фірм в Іспанії (SEAT 124), Південній Кореї (Fiat-KIA 124), Індії (Premier 118NE), Туреччині (TOFAŞ Murat 124), крім того, в НРБ, ПНР і СФРЮ «викрутково» збирали моделі з італійських комплектів і деталей.
Паралельне виробництво ВАЗ-2101 і FIAT 124 продовжувалося в 1970–1976 роках. Причому, в 1972–1977 роках моделі прямо конкурували на європейському ринку, зокрема і в Італії[джерело?]. Це, своєю чергою, призвело в середині 70-х до юридичних суперечок СРСР з концерном FIAT SA. Оскільки поєднуюча в собі підвищену міцність кузова, якісну обробку салону і практичність (високий кліренс, наявність «кривого стартера» і буксирувальної провушини) в поєднанні з практично демпінговою ціною Lada 1200 (експортна назва ВАЗ-2101) мала явні конкурентні переваги над своїм стрімко старіючим прабатьком FIAT 124, викликала бум популярності[джерело?], що призвело до вельми значного зростання експорту радянських автомобілів не тільки в країни соцтабору, але і в Західну Європу і ринки країн третього світу, але завдавало прямої шкоди потребам насичення внутрішнього ринку, підтримуючи багаторічні черги на автомобілі всередині СРСР. З ряду причин, в 90-х почався зворотний процес масового реекспорту марки Lada в Росію[джерело?].
У 1967-му стартувала більш великорозмірна модель з поліпшеною комплектацією Fiat 125, досить близька до моделі 124, але з 90-сильним двовальним мотором і ресорною підвіскою позаду. Одночасно з'явився поліпшений «Fiat 124 Special» з 70-сильним верхнтовальним агрегатом. Він став прототипом для «люксового» ВАЗ-2103, — хоча за початковим задумом італійців «03» повинна була бути аналогом іншої моделі, Fiat 125. Fiat 125P (Polacco) випускався в 1967–1991 роках в Польщі на заводі FSO у Варшаві.
Версії двовального мотора ставили на Фіат 124 «Спорт Спайдер» і «Купе» з кузовами від ательє «Пінінфаріна». Їх, щоправда, вважали прямими нащадками утилітарного «124-го» все ж таки — це були дорогі малосерійні моделі, що розділяють з ним лише елементи механічної частини і оздоблення.
Існував і більш утилітарний вантажопасажирський варіант з кузовом «універсал» — Fiat 124 Familiare (став прототипом для ВАЗ-2102).
В Італії виробництво FIAT 124 завершилося в 1976 році, а в інших країнах воно продовжувалося до 90-х років. В СРСР ВАЗ-2101 (Fiat 124R) припинили виробляти в 1983 році, його модернізовану версію ВАЗ-21013 — в 1988-му, а виробництво модернізованої моделі (ВАЗ-2105) в кузові «універсал» — ВАЗ-2104 закінчилося 17 вересня 2012 року.

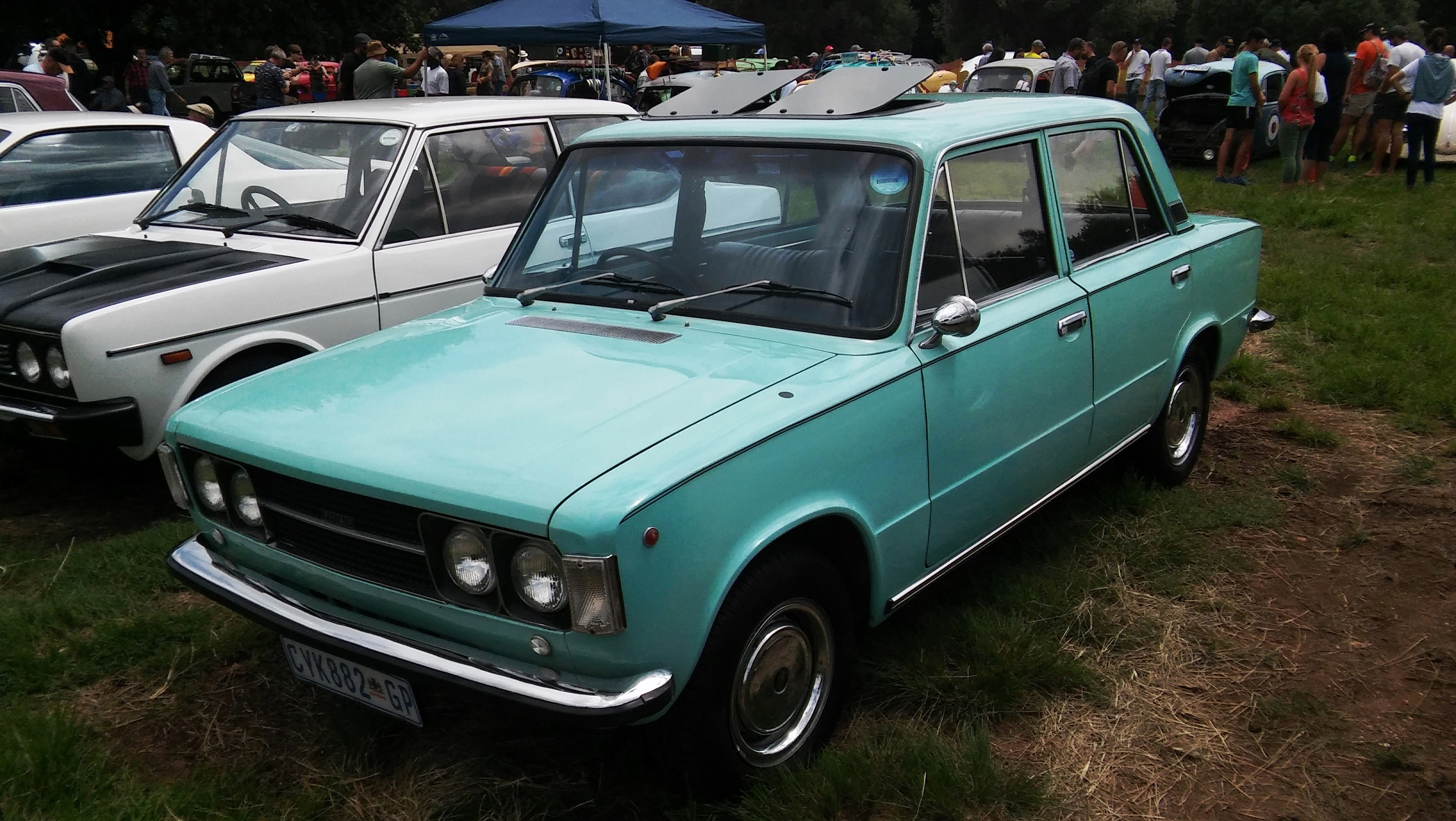
Fiat 124 Special
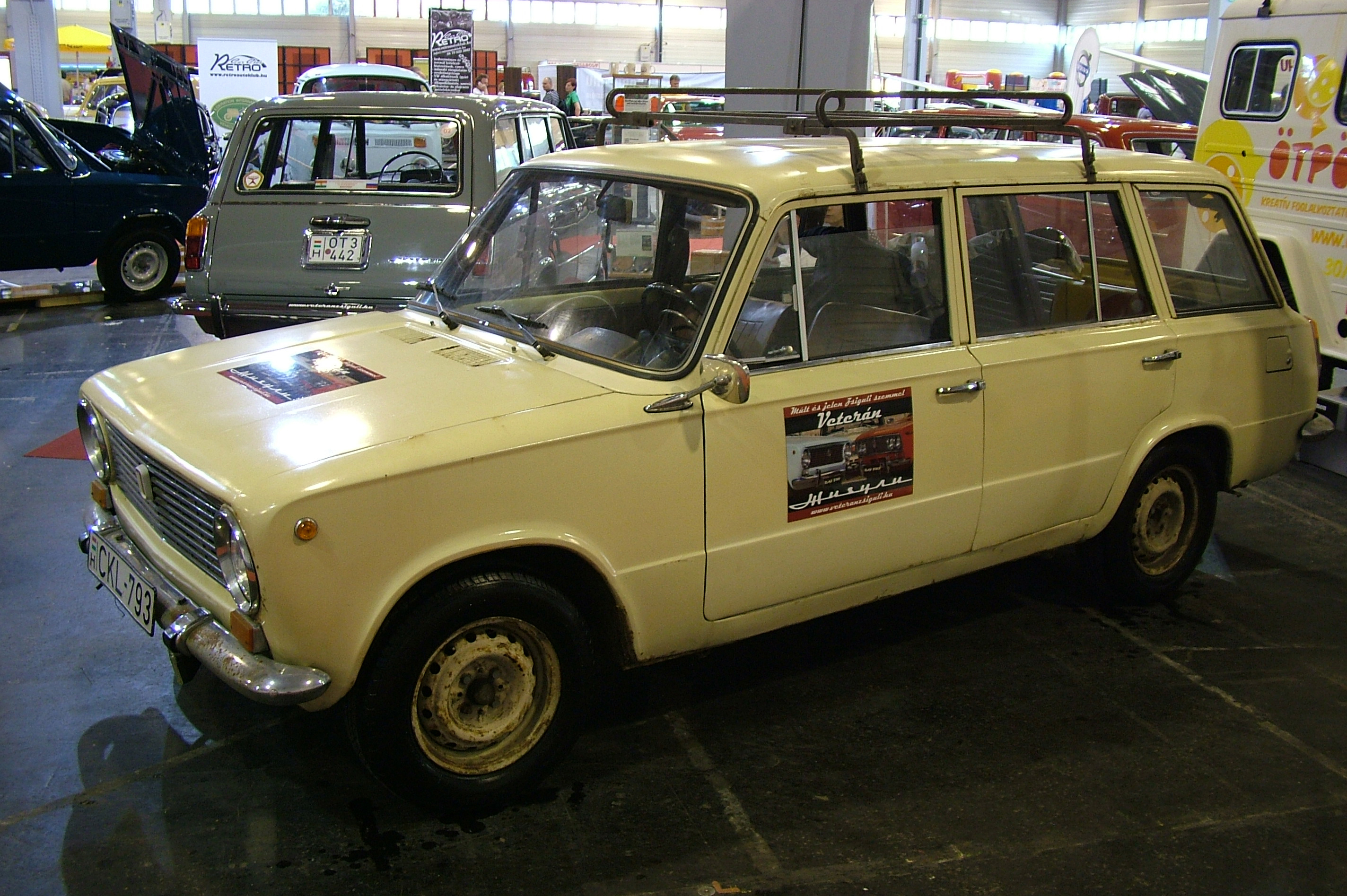
Fiat 124 Familiare
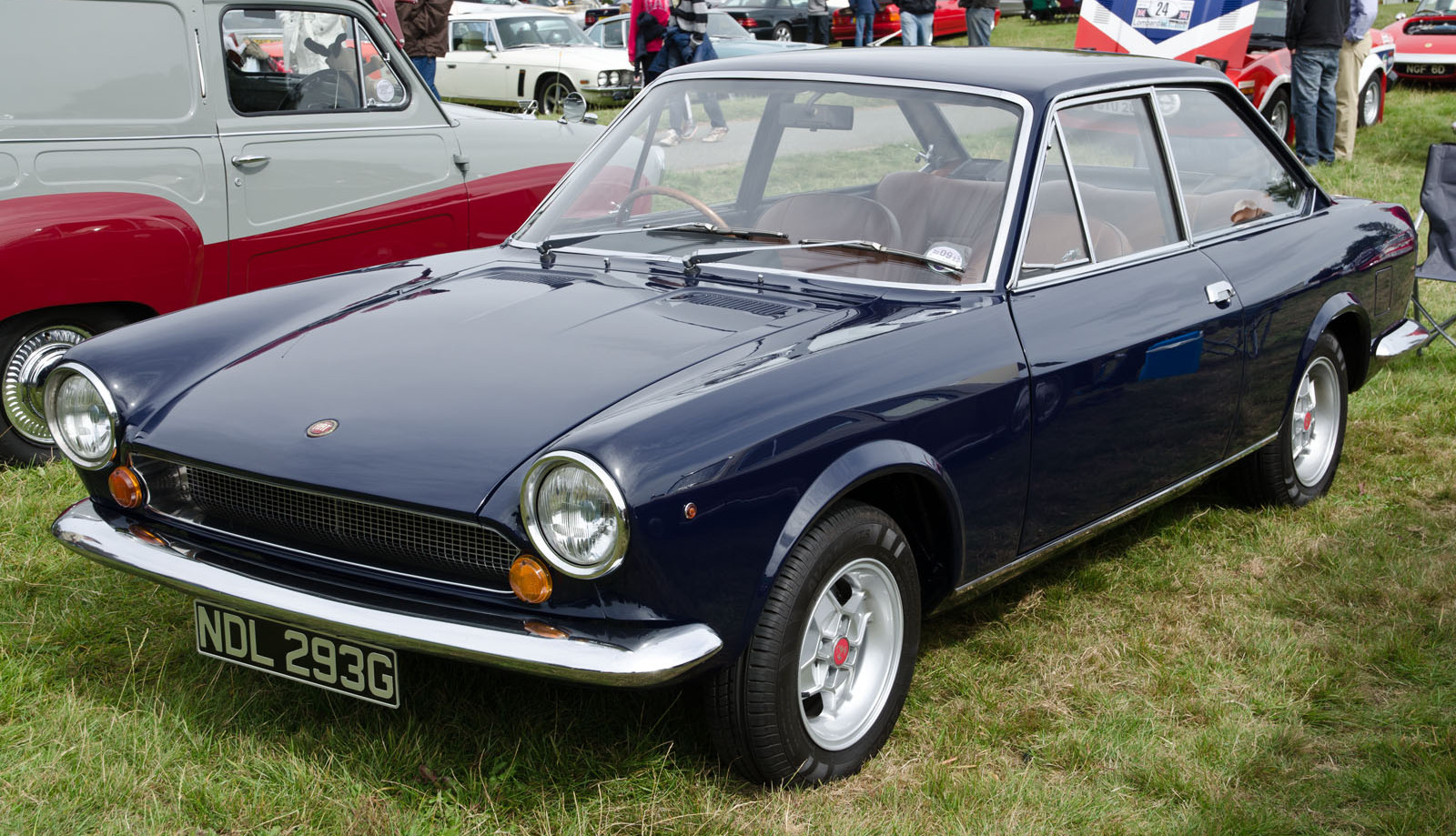
Fiat 124 Sport Coupé 1400 I
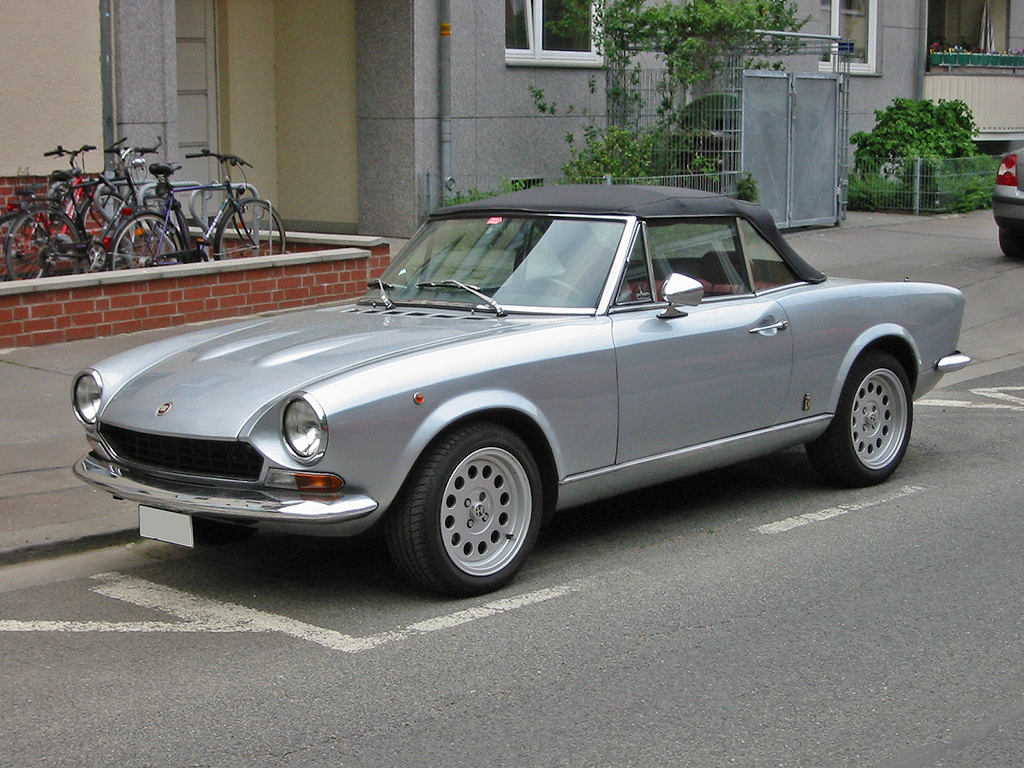
Fiat 124 Sport Spider

## Характеристики
- На Фіат 124 в базовій комплектації ставили двигун об'ємом 1,2 л, з нижнім розташуванням розподільного валу, 60 к.с., з 1967 року — 65 к.с.
- Діаметр циліндра — 73 мм, хід поршня — 71,5 мм.
- Задня підвіска — триважільна.
- Передні гальма — дискові, задні — дискові.
- Споряджена маса — 855 кг.

## Двигуни
- 1,197 см3 OHV I4
- 1,438 см3 OHV I4
- 1,438 см3 DOHC I4
- 1,592 см3 DOHC I4
- 1,756 см3 DOHC I4